# Nicoline Olsen
Nicoline Nørgaard Olsen (født 5. januar 1998 i Aabybro) er en kvindelig dansk håndboldspiller som til daglig spiller for Randers HK.